# Daimonin

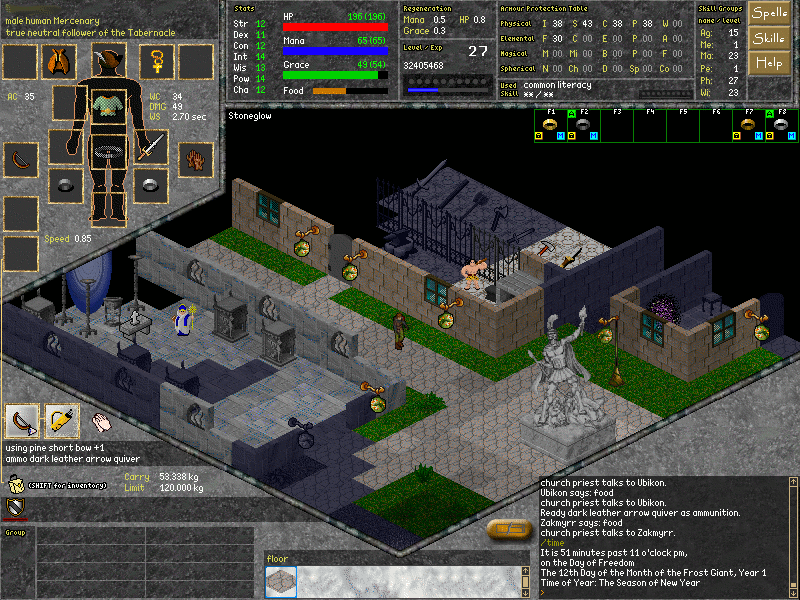
Byn Stoneglow, nattetid i Daimonin

Daimonin är ett fritt MMORPG baserat på Crossfire. Daimonin använder ett isometriskt grafiksystem, och en del funktioner som är tagna från Crossfire. Servern och klienten är licensierade under GNU General Public License, och en del av grafiken, musiken, ljuden och kartorna faller under en separat artistlicens. Spelet är för närvarande i beta-stadiet, så det finns bara en betaserver igång.